# Vanessa James
Vanessa James (Scarborough, 27 settembre 1987) è una pattinatrice artistica su ghiaccio canadese naturalizzata francese, campionessa europea nel 2019 in coppia con Morgan Ciprès. Fino al 2007 ha rappresentato anche il Regno Unito.

## Biografia
Con il suo partner Morgan Ciprès, con cui ha iniziato a pattinare nel settembre 2010, è stata campionessa europea a Minsk 2019, oltre a vincere due medaglie di bronzo agli Europei di Ostrava 2017 e ai Mondiali di Milano 2018 e sei titoli nazionali francesi. Insieme hanno inoltre partecipato ai Giochi olimpici di Soči 2014 (10º posto) e di Pyeongchang 2018 (5º posto).
Con il suo precedente partner Yannick Bonheur, ha rappresentato la Francia ai Giochi olimpici invernali del 2010, piazzandosi 14ª. Inoltre, ha vinto un titolo individuale britannico nel 2006.
Nel 2022, rappresentando il Canada, ha partecipato ai Giochi olimpici invernali di Pechino in coppia con Eric Radford, piazzandosi 12ª.

## Palmarès
GP: Grand Prix; CS: Challenger Series; JGP: Junior Grand Prix

### Coppie con Radford per il Canada
| Internazionali            | Internazionali | Internazionali |
| Evento                    | 2021–22        |                |
| ------------------------- | -------------- | -------------- |
| Giochi olimpici invernali | 12°            |                |
| Campionati mondiali       | 3°             |                |
| GP Trophée Eric Bompard   | 4°             |                |
| GP Skate Canada           | 4°             |                |
| CS Autumn Classic         | 2°             |                |
| CS Finlandia Trophy       | 5°             |                |
| CS Golden Spin            | 4°             |                |
| Nazionali                 |                |                |
| Campionati canadesi       | R              |                |
| Eventi a squadre          |                |                |
| Giochi olimpici invernali | 4° S 4° P      |                |
| R = Ritirati              |                |                |

### Coppie con Ciprès per la Francia
| Internazionali | Internazionali | Internazionali | Internazionali | Internazionali | Internazionali | Internazionali | Internazionali | Internazionali | Internazionali |
| Evento | 2011–12        | 2012–13        | 2013–14        | 2014–15        | 2015–16        | 2016–17        | 2017–18        | 2018–19        | 2019–20        |
| --- | -------------- | -------------- | -------------- | -------------- | -------------- | -------------- | -------------- | -------------- | -------------- |
| Giochi olimpici invernali                                                                                                   |                |                | 10°            |                |                |                | 5°             |                |                |
| Campionati mondiali | 16°            | 8°             | 10°            | 9°             | 10°            | 8°             | 3°             | 5°             |                |
| Campionati europei | 6°             | 4°             | 5°             | 5°             | 4°             | 3°             | 4°             | 1°             |                |
| GP Final |                |                |                |                |                |                |                | 1°             |                |
| GP Trophée Eric Bompard | 8°             | 6°             | 5°             | 5°             | 2°             | 3°             | 2°             | 1°             | R              |
| GP NHK Trophy |                |                |                |                | 6°             |                |                |                | R              |
| GP Skate Canada |                |                |                | 5°             |                |                | 3°             | 1°             |                |
| GP Skate America |                | 4°             | R              |                |                | 4°             |                |                |                |
| CS Autumn Classic |                |                |                |                |                | 2°             | 1°             | 1°             |                |
| CS Nebelhorn Trophy |                |                |                | 4°             | 3°             |                |                |                |                |
| Challenge Cup |                | 1°             |                |                |                |                |                |                |                |
| Cup de Nice | 5°             |                |                |                |                |                |                |                |                |
| Cup du Tyrol |                |                |                |                | 2°             |                |                |                |                |
| Denkova-Staviski Cup |                |                | 1°             |                |                |                |                |                |                |
| Nebelhorn Trophy |                | 3°             |                |                |                |                |                |                |                |
| Ondrej Nepela Trophy | 5°             |                |                |                |                |                |                |                |                |
| NRW Trophy |                | 3°             |                |                |                |                |                |                |                |
| Universiadi |                |                |                | 3°             |                |                |                |                |                |
| Nazionali |                |                |                |                |                |                |                |                |                |
| Campionatifrancesi | 2°             | 1°             | 1°             | 1°             | 1°             | 1°             | R              | 1°             |                |
| Eventi a squadre |                |                |                |                |                |                |                |                |                |
| Giochi olimpici invernali                                                                                                   |                |                | 6° S 7° P      |                |                |                | 10° S 6° P     |                |                |
| World Team Trophy |                | 6° S 4° P      |                | 6° S 5° P      |                | 6° S 1° P      |                | 4° S 1° P      |                |
| R = Ritirati; S = Risultato della squadra; P = Risultato personale. Medaglie assegnate solo per il risultato della squadra. |                |                |                |                |                |                |                |                |                |

### Coppie con Bonheur per la Francia
| Internazionali            | Internazionali | Internazionali |
| Evento                    | 2008–09        | 2009–10        |
| ------------------------- | -------------- | -------------- |
| Giochi olimpici invernali |                | 14°            |
| Campionati mondiali       | 12°            | 12°            |
| Campionati europei        | 10°            | 7°             |
| GP Cup of China           |                | 8°             |
| GP Trophée Eric Bompard   | 7°             | 8°             |
| Nebelhorn Trophy          |                | 6°             |
| Nazionali                 |                |                |
| Campionati francesi       | R              | 1°             |
| R = Ritirati              |                |                |

### Individuale femminile per la Gran Bretagna
| Internazionali         | Internazionali | Internazionali | Internazionali |
| Evento                 | 2005–06        | 2006–07        | 2007–08        |
| ---------------------- | -------------- | -------------- | -------------- |
| Cup de Nice            |                |                | 3°             |
| Internazionali: Junior |                |                |                |
| Campionati mondiali    |                | 27°            |                |
| JGP Paesi Bassi        |                | 8°             |                |
| AYOF                   |                | 4°             |                |
| Nazionali              |                |                |                |
| Campionati britannici  | 1°             | 2°             |                |